# Sophus Hansen
Sophus Hansen, född 16 november 1889 i Köpenhamn, död 19 februari 1962 i Köpenhamn, var en dansk fotbollsspelare.
Hansen blev olympisk silvermedaljör i fotboll vid sommarspelen 1912 i Stockholm.